# Др'єнов
Др'єнов або Дрєнов (словац. Drienov) — село в Словаччині, Пряшівському окрузі Пряшівського краю.
Уперше згадується у 1284 році.

## Географія
Розташоване в центральній частині східної Словаччини, у північній частині Кошицької улоговини в долині Ториси. Протікає Дреновський потік.

## Культурні пам'ятки
- римо-католицький костел святих Симона та Юди з першої половини 14 століття збудований у стилі готики, перебудований у 1749 році в стилі бароко,
- греко-католицька церква Успіння Пресвятої Богородиці збудована в 1902 році в українському стилі,
- каплиця святих Кирила і Мефодія з 1996 року, яку використовують тільки під час похорону або на свято святих Кирила і Мефодія (відправа — церковнослов'янською мовою),
- палац‒садиба з 18 століття в стилі пізнього бароко на місці старішої фортеці з половини 13 століття в стилі готики.

## Населення
| Рік:            | 1994. | 2004.    | 2014.   | 2024.   |
| --------------- | ----- | -------- | ------- | ------- |
| Кількість осіб: | 1843  | 2099     | 2160    | 2275    |
| Різниця:        |       | +13,89 % | +2,90 % | +5,32 % |

| Рік:            | 2023. | 2024.   |
| --------------- | ----- | ------- |
| Кількість осіб: | 2256  | 2275    |
| Різниця:        |       | +0,84 % |

У селі проживає 2 217 осіб.